# Claudia Decaluwé
Claudia Decaluwé (Stekene, 21 januari 1971) is een Vlaamse zangeres. Haar artiestennaam is Claudia Caluwé.

## Biografie
In 1986 nam Decaluwé deel aan de Baccarabeker in het casino van Middelkerke. Ze was toen 16 jaar oud. Ze bracht enkele singles uit onder eigen naam en toen Marva Nielsen de meidengroep Sha-Na verliet, werd Decaluwé in 1995 haar vervangster. Ze vormde een duo met Petra Lerutte, tot die op haar beurt vervangen werd door Nathalie Lobué in 1998. Het waren succesvolle jaren en ze waren regelmatig te gast in het muziekprogramma Tien Om Te Zien van VTM.
Nadat Decaluwé ermee ophield bij Sha-Na, de meidengroep hield op te bestaan om in 2007 met een andere bezetting voort te gaan, ging ze samen met Gunter Van Campenhout van Mama's Jasje de groep Spark vormen. Met hun debuutsingle Someday deden ze mee aan Eurosong en werden tweede in de finale na Sergio & The Ladies. Decaluwé en Van Campenhout, die vanaf 1999 een koppel waren, maakten in 2009 een einde aan hun relatie.
Decaluwé is ook lid van het trio Twinsband, een covergroep die optreedt op evenementen. De twee andere groepsleden zijn Kim Buttafuoco en Patsy Blackstone.
In 2011 maakte Decaluwé een comeback bij de meidengroep Sha-Na. Samen met Petra Lerutte bracht ze in januari 2011 de single Ladies Night uit. Datzelfde jaar deed ze mee aan de talentenjacht The Voice van Vlaanderen op VTM.
Decaluwé heeft in Oostende een horecazaak met haar man. In 2024 stelt ze zich bij lokale verkiezingen kandidaat voor Trots op Oostende, een lokaal kartel rond Open Vld, Groen en CD&V.

## Discografie
| Solo singles                   | Titel                  | Jaar |
| ------------------------------ | ---------------------- | ---- |
| Claudia Caluwe                 | Voorbij                | 1987 |
| Claudia Caluwe                 | Iedere keer            | 1987 |
| Claudia Caluwe                 | Okay                   | 1987 |
| Claudia Caluwe                 | When you awaken        | 1987 |
| Claudia Caluwe                 | Dit kan nooit overgaan | 1988 |
| Claudia Caluwe                 | Niemand op de wereld   | 1988 |
| Claudia Caluwe                 | Nu of nooit            | 1989 |
| Claudia Caluwe                 | Daar gaat hij          | 1990 |
| Claudia Caluwe                 | Dit is hartzeer        | 1990 |
| Claudia Caluwe                 | Zeventien              | 1990 |
| Claudia Caluwe                 | Tcheng a leng          | 1990 |
| Claudia Caluwe                 | En net als vroeger     | 1993 |
| Claudia Caluwe                 | Wild van jou           | 1994 |
| Claudia Caluwe                 | Out of the blue        | 1994 |
| Claudia Caluwe en Mama's Jasje | Van bij het begin      | 2007 |
| Claudia Caluwe en Jo Vally     | La vie en rose         | 2011 |

| Single met hitnotering(en) in de Vlaamse Ultratop 50 | Datum van verschijnen | Datum van binnenkomst | Hoogste positie | Aantal weken | Opmerkingen |
| ---------------------------------------------------- | --------------------- | --------------------- | --------------- | ------------ | ----------- |
| Geef je hart vannacht aan mij                        | 1995                  | 01-07-1995            | 8               | 16           | Sha-Na      |
| Geef mij je glimlach                                 | 1995                  | 28-10-1995            | 17              | 13           | Sha-Na      |
| Ik geef me helemaal aan jou                          | 1996                  | 03-02-1996            | 18              | 13           | Sha-Na      |
| Orgelman                                             | 1996                  | 04-05-1996            | 9               | 15           | Sha-Na      |
| Eviva España                                         | 1996                  | 27-07-1996            | 7               | 13           | Sha-Na      |
| Hasta mañana                                         | 1996                  | 02-11-1996            | 16              | 8            | Sha-Na      |
| Aan de Wolgarivier                                   | 1997                  | 04-01-1997            | 25              | 10           | Sha-Na      |
| Laat me gaan, Let Me Go                              | 1997                  | 22-03-1997            | 25              | 2            | Sha-Na      |
| Yes Sir, I Can Boogie                                | 1998                  | 25-07-1998            | 47              | 1            | Sha-Na      |
| Someday                                              | 2002                  | 06-04-2002            | 16              | 7            | Spark       |